# Per Lundberg
Per Ivar Lundberg, född den 31 augusti 1895 i Norrköping, död den 27 mars 1969 i Strängnäs, var en svensk präst.
Lundberg avlade filosofie kandidatexamen 1920, teologie kandidatexamen 1923 och teologie licentiatexamen 1939. Han promoverades till teologie doktor 1942. Lundberg var kyrkoadjunkt i Högalid 1925–1940, tillförordnad komminister i Adolf Fredrik 1940–1945, kyrkoherde i Saltsjöbaden 1945–1956 och domprost i Strängnäs 1956–1962. Lundberg blev ledamot av Nordstjärneorden 1952.